# Trzęsienie ziemi w Kalifornii (1952)
Trzęsienie ziemi w Kalifornii – trzęsienie ziemi o sile 7,3 w skali Richtera, które miało miejsce 21 lipca 1952 roku około godziny 11:52 i którego epicentrum znajdowało się na terenie hrabstwa Kern w stanie Kalifornia. W wyniku trzęsienia śmierć poniosło 14 osób, a rannych zostało 18 osób.
Trzęsienie spowodowało rozległe zniszczenia na terenie całego hrabstwa Kern. Straty zostały oszacowane na wysokość ponad 60 milionów dolarów. Trzęsienie było odczuwalne w Los Angeles, gdzie uszkodzeniu uległo kilkanaście budynków. Po trzęsieniu, odnotowano serię wstrząsów wtórnych o sile od 5,0 do 5,8 stopni w skali Richtera.
Trzęsienie, które nawiedziło Kalifornię w 1952 roku, było najsilniejszym trzęsieniem, które nawiedziło ten stan od czasu trzęsienia ziemi w San Francisco w 1906 roku. Zginęło wówczas ponad 3000 osób.